# کارول کوهل‌تاو
کارول کالییر کوهل‌تاو (متولد ۲ دسامبر ۱۹۳۷) یک معلم بازنشسته آمریکایی، محقق و سخنران بین‌المللی در زمینه یادگیری در کتابخانه‌های مدارس، سواد اطلاعاتی و کنش‌های جستجوی اطلاعاتی است.

## زندگی‌نامه
کوهل‌تاو در نیوبرانزویک، نیوجرسی، ایالات متحده به دنیا آمد، در سال ۱۹۵۹ از دانشگاه کین فارغ‌التحصیل شد و در سال ۱۹۷۴ مدرک کارشناسی ارشد خود را در رشته کتابداری در دانشگاه راتگرز دریافت کرد و در سال ۱۹۸۳ دکتری در رشته آموزش کسب کرد. او بیش از ۲۰ سال در دانشکدهٔ دپارتمان کتابداری و علوم اطلاعات دانشگاه راتگرز تدریس کرد و از سال ۲۰۰۶ استاد بازنشسته (استاد افتخاری) بود.
کوهل‌تاو بنیان‌گذار مرکز تحصیلات بین‌المللی در کتابخانه‌های مدرسه است.

## تحقیق
مدل فرایند جستجوی اطلاعات (ISP) که در سال ۱۹۹۱ معرفی شد، احساسات، افکار و اقدامات را در شش مرحله جستجوی اطلاعات توصیف می‌کند. مدل ISP تجربه کلی جستجوی اطلاعات را از دیدگاه فردی معرفی کرد، بر نقش مهم احساسات در جستجوی اطلاعات تأکید کرد و یک اصل عدم قطعیت را به عنوان یک چارچوب مفهومی برای خدمات کتابخانه و اطلاعات پیشنهاد داد. کارهای کوهل‌تاو یکی از پر استنادترین آثار در بین اعضای هیئت علمی کتابداری و علوم اطلاعات است و یکی از مفاهیم غالباً مورد استفاده توسط پژوهشگران علوم اطلاعات به‌شمار می‌آید. مدل ISP نقطه عطفی در توسعه استراتژی‌های جدید برای ارائه مهارت‌های کتابداری و اطلاعات در مقاطع K–16 است.

## تحصیلات
کوهل‌تاو مدرک کارشناسی خود را در سال ۱۹۵۹ از دانشگاه کین دریافت کرد و در سال ۱۹۷۴ مدرک کارشناسی ارشد در علوم کتابداری و اطلاع‌رسانی از دانشگاه راتگرز گرفت و در سال ۱۹۸۳ نیز دکتری در رشته آموزش را از دانشگاه راتگرز دریافت کرد. رساله دکترای او با عنوان «فرایند تحقیق کتابخانه: مطالعه‌های موردی و مداخلات با دانش‌آموزان سال آخر دبیرستان در کلاس‌های زبان انگلیسی پیشرفته با استفاده از نظریه سازه‌های کلی» نوشته شده است. او قبل از پیوستن به هیئت علمی راتگرز در سال ۱۹۸۵، چندین موقعیت تدریس و کتابداری را بر عهده داشت و به مدت بیست سال تخصص کتابخانه مدرسه را در برنامه کارشناسی ارشد کتابداری و علوم اطلاعات که در رتبه اول ایالات متحده از سوی U.S. News & World Report قرار دارد، هدایت کرد. در طول دوره فعالیتش در راتگرز، به مقام استاد II ارتقا یافت و ریاست دپارتمان کتابداری و علوم اطلاعات را بر عهده داشت و در سال ۲۰۰۶ به عنوان استاد افتخاری بازنشسته شد.
او بنیان‌گذار مرکز تحصیلات بین‌المللی در کتابخانه‌های مدرسه (CISSL) در راتگرز بود که به عنوان مشاور ارشد ادامه می‌دهد. کتاب او با عنوان «جستجوی معنا: یک رویکرد فرآیندی به خدمات کتابخانه و اطلاعات» یک متن کلاسیک در کتابداری و علوم اطلاعات در ایالات متحده و خارج از آن است. «تحقیقات راهنمایی: یادگیری در قرن بیست و یکم» (چاپ دوم ۲۰۱۵) که به همراه لزلی مانیوتس و آن کاسپاری نوشته شده، محیط‌های یادگیری را توصیه می‌کند که در آن دانش‌آموزان درک عمیق و همچنین سواد اطلاعاتی را که مبتنی بر فرایند جستجوی اطلاعات است، کسب کنند. «طراحی تحقیقات راهنمایی: یک چارچوب برای تحقیق در مدرسه شما» (۲۰۱۲) که به همراه لزلی مانیوتس، دکتری و آن کاسپاری نوشته شده، توصیف کاملی از چارچوب طراحی آموزشی به نام طراحی تحقیقات راهنمایی است که رویکردی کامل به یادگیری مبتنی بر تحقیق از منظر یادگیری ارائه می‌دهد.

## نوشته‌های برگزیده
- طراحی تحقیقات راهنمایی: یک چارچوب برای تحقیق در مدرسه شما (۲۰۱۲) به همراه لزلی مانیوتس و آن کاسپاری
- تحقیقات راهنمایی: یادگیری در قرن بیست و یکم (چاپ دوم تجدید نظر شده ۲۰۱۵) به همراه لزلی مانیوتس و آن کاسپاری (۲۰۰۷)
- جستجوی معنا: یک رویکرد فرآیندی به خدمات کتابخانه و اطلاعات (۲۰۰۴)
- آموزش فرایند تحقیق کتابخانه (۱۹۹۴، ۲۰۰۴)
- «درون فرایند جستجو: جستجوی اطلاعات از دیدگاه کاربر»، مجله انجمن آمریکایی علم اطلاعات، جلد ۴۲ (۵)، صفحات ۳۶۱–۳۷۱ (۱۹۹۱)

## جوایز
- جایزه تحقیقات علوم و فناوری اطلاعات آمریکا (ASIST) در سال ۲۰۰۵[۲][۱۳]
- جایزه انجمن آموزش علوم کتابداری و اطلاع‌رسانی (ALISE) برای مشارکت حرفه ای آموزش کتابداری و علم اطلاعات، 2004[۱۴]
- انجمن کتابخانه و فناوری اطلاعات (LITA) جایزه پژوهشی فردریک جی کیلگور، ۲۰۰۲[۱۵]
- انجمن کتابخانه‌های کالج و پژوهشی (ACRL) جایزه کتابدار آموزشی میریام دادلی، ۲۰۰۰[۱۶]
- جایزه پژوهشی جسی شرا، انجمن کتابخانه آمریکا (ALA), 1998[۱۷]
- جایزه خدمات ممتاز انجمن کتابداران مدرسه آمریکا (AASL), 2000[۱۸]
- جایزه انجمن ارتباطات و فناوری آموزشی (AECT) برای مشارکت برجسته در زمینه رسانه کتابخانه مدرسه از طریق انتشار و تدریس[۲]